# Philippe De Coene
Philippe De Coene (ur. 28 sierpnia 1960 w Lille) – belgijski i flamandzki polityk, samorządowiec oraz dziennikarz, eurodeputowany IV kadencji.

## Życiorys
W 1980 ukończył nauki polityczne i społeczne na Uniwersytecie Gandawskim. Pracował jako dziennikarz w „De Morgen” i jako copywriter w agencjach reklamowych. Zaangażował się w działalność polityczną w ramach flamandzkiej Partii Socjalistycznej, odpowiadał w jej strukturach za sprawy społeczne (1999–2000) i komunikację (2000–2001).
Od 1994 do 1999 sprawował mandat posła do Parlamentu Europejskiego IV kadencji, zasiadając w grupie socjalistycznej. W 1995 po raz pierwszy został radnym Kortrijku, od 1999 do 2003 był radnym prowincji Flandria Zachodnia, a w latach 2003–2007 wchodził w skład federalnej Izby Reprezentantów. W 2006 po raz pierwszy był członkiem miejskiej egzekutywy w Kortrijku (schepenem), od 2007 do 2008 odpowiadał za komunikację w jednej ze szkół. W latach 2009–2014 sprawował mandat deputowanego do Parlamentu Flamandzkiego. W 2013 powrócił do pracy w administracji miejskiej, w 2014 zrezygnował z aktywności politycznej na szczeblu krajowym i regionalnym.
Odznaczony kawalerią Orderu Leopolda (2007).